# Ole Eklund
Ole Arthur Eklund, född 11 mars 1899 i Korpo, död 2 november 1946 i Helsingfors, var en finländsk botaniker. 
Eklund blev lektor i biologi och geografi vid Svenska lyceum i Helsingfors 1927, filosofie doktor 1931 och docent i botanik vid Helsingfors universitet 1933. Han var en uppskattad populärvetenskaplig författare och föredragshållare; publicerade även äventyrsromanen Undret från Kraterön (1939) och pojkboken Mikrogossarnas äventyr (1943). Han blev efter andra världskriget den ledande kraften inom Samfundet Finland-Sovjetunionens svenska avdelning och var chefredaktör för dess tidskrift Kontakt.